# Едмунд Щойбер
Едмунд Рюдигер Щойбер (на немски: Edmund Rüdiger Stoiber) е германски политик, лидер на Християн-социалния съюз (ХСС). Министър-председател на провинция Бавария от 1993 до 2007 г. 

## Биография
Роден е през 1941 в Обераудорф, Бавария, и преди да започне политическата си кариера работи като адвокат и преподавател в Университета в Регенсбург. През 1974 става депутат в баварския парламент, а през 1978 - генерален секретар на ХСС, какъвто остава до 1983. По-късно е заместник държавен секретар и държавен министър на Бавария.
През 2002 Щойбер е кандидат на десницата за канцлер на Германия срещу социалдемократа Герхард Шрьодер. В края на 2005 се очаква да стане министър на икономиката и труда в кабинета на Ангела Меркел, но се отказва, запазвайки поста си в Бавария.
Консервативните възгледи и противоречивите изказвания на Едмунд Щойбер го правят поляризираща фигура в германската политика. Повечето германци или силно го одобряват, или силно го отричат. Някои коментатори го сравняват с Оскар Лафонтен, който заема подобно положение в срещуположния край на политическия спектър.